# Éboulement de Hope

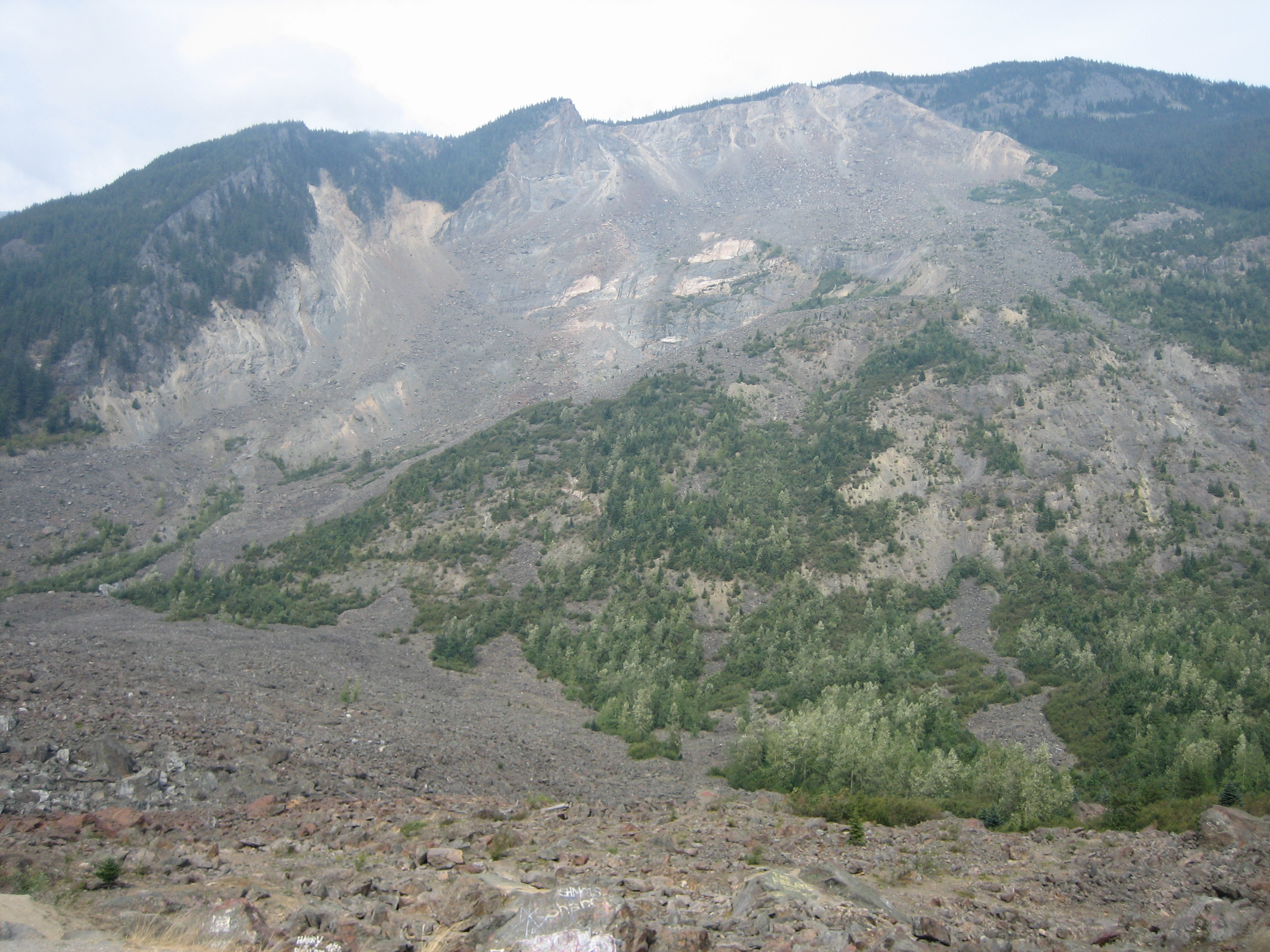
The Hope Slide

L'éboulement de Hope est le deuxième plus grand glissement de terrain  au Canada (après le glissement de terrain de taille similaire du mont Meager en 2010 ). Il s'est produit dans la matinée du 9 janvier 1965 dans la vallée de la Nicolum dans la chaîne des Cascades près de Hope, en Colombie-Britannique, et a tué quatre personnes. Le volume de roche impliqué dans le glissement de terrain a été estimé à 47 millions de mètres cubes,,.

## Avalanche antérieure
Avant le glissement de terrain, une petite avalanche avait forcé cinq personnes à s'arrêter à quelques milles au sud-est de la ville de Hope, en Colombie-Britannique, 150 km à l'est de Vancouver, sur un tronçon de la route Hope-Princeton en aval de Johnson Peak.

## Glissement de terrain
Deux tremblements de terre auraient été enregistrés dans la zone générale du glissement de terrain. Un tremblement de terre s'est produit à 3h56   et le second à 6h58. L'effondrement qui a oblitéré le versant sud-ouest de la montagne a été découvert lorsque des membres du détachement de la GRC à Hope ont été dépêchés sur ce qui a été signalé comme deux ou trois petites glissades rocheuses. Les premiers reportages sur le glissement proviennent de la radio CHWK de Chilliwack où le journaliste du matin Gerald Pash et plus tard le directeur des nouvelles Edgar Wilson ont déposé des reportages vocaux auprès de Broadcast News et de La Presse canadienne.
L'éboulement a complètement déplacé la glace et la boue dans le lac Outram situé en contrebas avec une force incroyable, jetant les débris contre le côté opposé de la vallée, arrachant toute la végétation et les arbres jusqu'à la roche nue. Des recherches récentes montrent que ces impacts contre les côtés opposés de la vallée ont produit les signatures sismiques interprétées comme des tremblements de terre.
Le glissement a enterré un cabriolet Chevrolet jaune 1959 resté coincé dans le premier glissement, un camion-citerne Arrow Transfer et un camion de foin chargé qui s'était arrêté derrière le camion-citerne sous un torrent de 47 millions de mètres cubes de roche pulvérisée, boue et débris formant à la base un talus de 150 m de profondeur et deux kilomètres de large, qui a dévalé de 1 220 m.
Norman Stephanishin, le chauffeur du camion Arrow, s'était arrêté derrière le cabriolet coincé, puis incapable de retourner son engin sur la route étroite et glacée, a essayé de convaincre les quatre autres de marcher les cinq kilomètres pour revenir à Sumallo Lodge. Incapable de les convaincre, Stephanishin a marché vers l'est jusqu'à Sumallo Lodge pour téléphoner au ministère de la Voirie de la Colombie-Britannique. Après une courte distance, Stephanishin rencontre un autobus de Greyhound Lines voyageant vers Vancouver et persuade le conducteur, David Hughes, de retourner avec lui à Sumallo Lodge. Hughes fait demi-tour et est crédité d'avoir sauvé ses passagers de la tragédie.
Des secouristes de Hope and Princeton ont trouvé le corps de Thomas Starchuck, 39 ans, d'Aldergrove, chauffeur du camion de foin. Le corps de Bernie Lloyd Beck, 27 ans, de Penticton, conducteur du cabriolet, a également été retrouvé. Les passagers de Beck, Dennis George Arlitt, 23 ans, de Penticton, et Mary Kalmakoff, 21 ans, de Shoreacres, n'ont jamais été retrouvés. Leurs corps restent ensevelis sous le talus.
Le président de la British Columbia Highways, Josh Gaglardi, a assisté à la scène et a dirigé la construction d'une route temporaire sur la partie sud du toboggan. En vingt et un jours, une route temporaire avait été reconstruite sur le talus.

## Cause
Le glissement de terrain a été causé par la présence de structures géologiques préexistantes (failles et zones de cisaillement) dans le versant sud-ouest de Johnson Ridge. Les parties inférieures de la zone de rupture sont soutenues par des feuilles de felsite (qui peuvent avoir échoué en premier) tandis que les parties supérieures de la zone de rupture sont soutenues par des lits de roches vertes paléozoïques fortement plissés. L'altération continue et l'activité tectonique ont affaibli la masse de la lame au point où elle avait atteint un équilibre limite. Johnson Peak avait aussi été le site d'un éboulement préhistorique de taille inférieure.
On ne sait pas exactement ce qui a déclenché le glissement de terrain de 1965; les deux prétendus tremblements de terre étaient probablement trop petits pour déclencher le glissement et donc les événements sismiques étaient plus probablement causés par l'impact des masses de glissement de terrain sur le mur de la vallée opposée. On ne pense pas que les changements de l'état des eaux souterraines, souvent un déclencheur de glissements de terrain, aient joué un rôle dans celui de Hope, car l'éboulement s'est produit pendant une période prolongée de températures inférieures à zéro en hiver, bien que certains aient suggéré que le gel des points de sortie des infiltrations peut avoir causé une augmentation de la pression de l'eau à la base de la montagne.